# Тумба (община Враня)
Вижте пояснителната страница за други значения на Тумба.
Тумба (на сръбски: Тумба или Tumba) е село в Югоизточна Сърбия, Пчински окръг, Град Враня, община Враня.

## География
Селото се намира в областта на Ветернишката клисура. Разположено е на север от окръжния и общински център Враня, на североизток от селата Студена и Мияковце, на югоизток от село Лалинце и на северозапад от владичинханското село Костомлатица.

## История
По време на Първата световна война селото е във военновременните граници на Царство България, като административно е част от Вранска околия на Врански окръг.

## Население
Според преброяването на населението от 2011 г. селото има 15 жители.

### Етнически състав
Данните за етническия състав на населението са от преброяването през 2002 г.
- сърби – 44 жители (100%)